# Gura Văii (okręg Vrancea)
Gura Văii – wieś w Rumunii, w okręgu Vrancea, w gminie Câmpuri. W 2011 roku liczyła 313
mieszkańców.